# Гомеоморфізм

Класичний приклад гомеоморфізму: кухоль і бублик топологічно еквівалентні

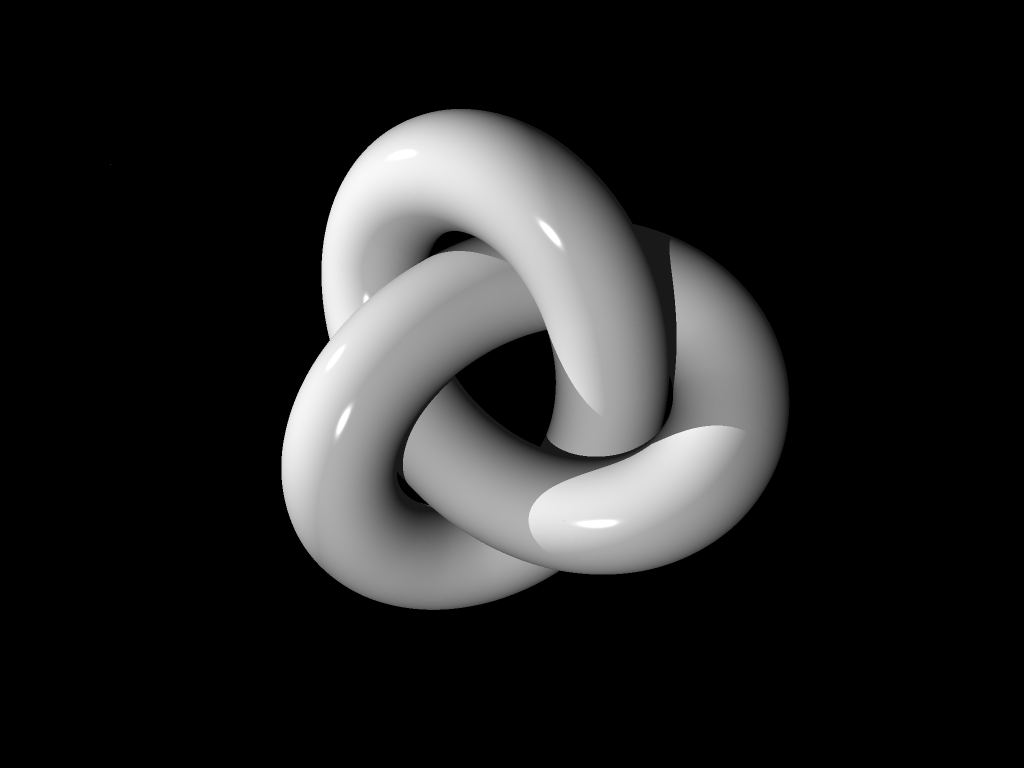
Трилисник топологічно гомеоморфний тору. На перший погляд це здається нелогічним, але в чотиривимірному просторі вони неперервно деформуються один в другий

Щодо гомеоморфізму в теорії графів див. Гомеоморфізм (теорія графів).
Не плутати з гомоморфізмом.
Топологічна еквівалентність перенаправляється сюди.
Для топологічної еквівалентності в динамічних системах, див. Топологічна спряженість.
У математичній частині топології гомеоморфізм, топологічний ізоморфізм або неперервна в обох напрямках функція — це неперервна функція між топологічними просторами, яка має неперервну обернену функцію.
Гомеоморфізми є ізоморфізмами в категорії топологічних просторів, тобто відображення, що зберігають усі топологічні властивості заданого простору.
Два простори з гомеоморфізмом між ними називаються гомеоморфними, і з топологічної точки зору вони однакові. Слово гомеоморфізм походить від грецьких слів homoios (подібний) і morphe (форма) і було введено у математику в 1895 році Анрі Пуанкаре.
Грубо кажучи, топологічний простір — це геометричний об'єкт, а гомеоморфізм — це неперервне розтягування і вигинання об'єкта в нову форму. Таким чином, квадрат і коло гомеоморфні один одному, а сфера і тор — ні. Однак цей опис може бути хибним. Деякі неперервні деформації не є гомеоморфізмами, наприклад, деформація прямої в точку. Деякі гомеоморфізми не є неперервними деформаціями, наприклад, гомеоморфізм між вузлом трилисника і колом. Часто повторюваний математичний жарт полягає в тому, що топологи не можуть відрізнити чашку кави від пончика, оскільки досить пластичному пончику можна надати форму чашки для кави, створивши ямку та поступово збільшуючи її, зберігаючи при цьому отвір для пончика в ручці чашки.

## Означення
Нехай {\displaystyle (X,{\mathcal {T}}_{X})} і {\displaystyle (Y,{\mathcal {T}}_{Y})} — два топологічні простори.
Функція {\displaystyle f\colon X\to Y} називається гомеоморфізмом, якщо вона взаємно однозначна, а також {\displaystyle f} і {\displaystyle f^{-1}} неперервні.
Простори {\displaystyle X} та {\displaystyle Y} у цьому випадку називаються гомеоморфними або топологічно еквівалентними.
Гомеоморфізм іноді називають взаємно неперервною функцією. Якщо така функція існує, то простори {\displaystyle X} та {\displaystyle Y} є гомеоморфними. Автогомеоморфізм — це гомеоморфізм з топологічного простору на себе. Бути гомеоморфним — це відношення еквівалентності на топологічних просторах. Такі класи еквівалентності називаються гомеоморфними класами.

## Властивості
- Два гомеоморфні простори мають однакові топологічні властивості[en]. Наприклад, якщо один з них компактний, то і другий також компактний; якщо один з них зв'язний, то й другий також зв'язний; якщо один з них хаусдорфів, то й інший також хаусдорфів; їхні гомотопічні та гомологічні групи співпадають. Варто зауважити, що це не поширюється на властивості, які визначені за допомогою метрики; існують метричні простори, які є гомеоморфними, хоча один з них є повним, а інший — ні.
- Гомеоморфізм є одночасно відкритим[en] і закритим[en] відображенням; тобто він відображає відкриті множини у відкриті множини і замкнені множини у замкнені множини.
- Будь-який автогомеоморфізм на {\displaystyle S^{1}} можна розширити до автогомеоморфізму на усьому диску {\displaystyle D^{2}} Трюк Александра[en].

## Приклади
- Довільний відкритий інтервал {\displaystyle ]a,b[\subset \mathbb {R} } гомеоморфний всій числовій прямій {\displaystyle \mathbb {R} }. Гомеоморфізм {\displaystyle f\colon ]a,b[\to \mathbb {R} } задається, наприклад, формулою

{\displaystyle f(x)=\mathrm {ctg} \left(\pi {\frac {x-a}{b-a}}\right).}
- Одиничний двовимірний диск {\displaystyle D^{2}} і одиничний квадрат в {\displaystyle \mathbb {R} ^{2}} є гомеоморфними, оскільки одиничний диск можна деформувати в одиничний квадрат. Прикладом взаємно неперервного відображення квадрату в диск в полярних координатах є

{\displaystyle (\rho ,\theta )\mapsto \left({\frac {\rho }{\max(|\cos \theta |,|\sin \theta |)}},\theta \right)}.
- Графік диференційованої функції гомеоморфний області визначення цієї функції.
- Два гомеоморфних простори мають однакові топологічні властивості.
- Наприклад, якщо один компактний, інший компактний теж; якщо один є зв'язним, зв'язним буде і другий; якщо один є гаусдорфовим, інший буде теж; їхні гомологічні групи збігатимуться.
- Але це не поширюється на властивості, похідні від метрики; з двох метричних гомеоморфних просторів один може бути повним, в той час як другий — ні.
- Гомеоморфізм відображає відкриті множини на відкриті, і замкнені множини — на замкнені.
- Стереографічна проєкція — це гомеоморфізм між одиничною сферою в {\displaystyle \mathbb {R} ^{3}} з вилученою точкою і сукупністю всіх точок двовимірної площини {\displaystyle \mathbb {R} ^{2}}.
- Якщо {\displaystyle G} — топологічна група, то її відображення інверсії {\displaystyle x\mapsto x^{-1}} є гомоморфізмом.

Також для будь-яких {\displaystyle x\in G} лівий зсув {\displaystyle y\mapsto xy}, правий зсув {\displaystyle y\mapsto yx}, і внутрішній автоморфізм {\displaystyle y\mapsto xyx^{-1}} є гомеоморфізмами.

### Приклади відсутності гомеоморфізму
- {\displaystyle \mathbb {R} ^{m}} і {\displaystyle \mathbb {R} ^{n}} не є гомоморфізмом при {\displaystyle m\neq n}.
- Евклідова дійсна пряма негомеоморфна одиничному колу як підпростору {\displaystyle \mathbb {R} ^{2}}, оскільки одиничне коло є компактом як підпростір евклідового простору {\displaystyle \mathbb {R} ^{2}}, а дійсна пряма лінія не є компактом.
- Одновимірні інтервали {\displaystyle [0,1]} і {\displaystyle (0,1)} не є гомеоморфними, оскільки неможливо побудувати неперервну бієкцію.[4]

## Теорема про гомеоморфізм
Нехай {\displaystyle |a,b|\subset \mathbb {R} } — інтервал на числовій прямій (відкритий, напіввідкритий або замкнутий).
Нехай {\displaystyle f\colon |a,b|\to f{\bigl (}|a,b|{\bigr )}\subset \mathbb {R} } — бієкція.
Тоді {\displaystyle f} є гомеоморфізмом тоді і тільки тоді, коли {\displaystyle f} є строго монотонна і неперервна на {\displaystyle |a,b|}.

## Зауваження
Третя умова щодо неперервності відображення {\displaystyle f^{-1}} є суттєвою. Розглянемо, наприклад, функцію {\displaystyle f\colon (0,2\pi ]\to S^{1}} ({\displaystyle S^{1}} — одиничне коло в {\displaystyle \mathbb {R} ^{2}}) визначену як {\displaystyle f(\phi )=(\cos \phi ,\sin \phi )}.
Ця функція є бієктивною і неперервною, але не є гомеоморфізмом компактом, а {\displaystyle [0,2\pi )} — ні).
Функція {\displaystyle f^{-1}} не є неперервною в точці {\displaystyle (1;0)} тому, що хоча {\displaystyle f^{-1}} відображає {\displaystyle (1;0)} в {\displaystyle 0}, але будь-який окіл цієї точки також включає точки, які функція відображає в точки близькі до {\displaystyle 2\pi }. При цьому точки, які вона відображає у числа між ними, лежать за межами цього околу.
Гомеоморфізми — це ізоморфізм в категорії топологічних просторів.
Таким чином, композиція двох гомеоморфізмів знову є гомеоморфізмом, і множина всіх автогомеоморфізмів {\displaystyle X\to X} утворює групу, яку називають групою гомеоморфізмів топологічного простору {\displaystyle X}, яку часто позначають {\displaystyle \operatorname {Homeo} (X)}.
На цій групі можна задати топологію, наприклад, компактно-відкриту топологію, яка за певних припущень робить її топологічною групою.
Для деяких цілей гомоморфічна група виявляється занадто великою, але за допомогою ізотопічного співвідношення можна звести цю групу до групи класів відображень.
Аналогічно, як зазвичай в теорії категорій, для заданих двох гомеоморфних просторів простір гомеоморфізмів {\displaystyle \operatorname {Homeo} (X,Y)} між ними є торсором для груп гомеоморфізмів {\displaystyle \operatorname {Homeo} (X)} і {\displaystyle \operatorname {Homeo} (Y)} і, враховуючи певний гомеоморфізм між {\displaystyle X} і {\displaystyle Y}, всі три множини є ідентифікованими.

## Неформальна дискусія
Інтуїтивний критерій розтягування, згинання, розрізання та зворотнього склеювання вимагає певної практики для правильного застосування, з опису вище — може бути неочевидним, наприклад, що деформація відрізка прямої до точки неприпустима.
Тому важливо розуміти, що це має наведене вище формальне означення.
У цьому випадку, наприклад, відрізок прямої має нескінченну кількість точок, і тому для нього не можна побудувати бієкцію з множиною, що містить лише скінченну кількість точок, зокрема і одну точку.
Така характеристика гомеоморфізму часто призводить до плутанини з поняттям гомотопії, яка насправді визначається, як неперервна деформація, але від однієї функції до іншої, а не від одного простору до іншого.
У випадку гомеоморфізму уявлення про неперервну деформацію — це розумовий інструмент для відстеження того, які точки простору {\displaystyle X} відповідають яким точкам простору {\displaystyle Y} — потрібно лише слідкувати за ними по мірі деформації простору {\displaystyle X}.
У випадку гомотопії неперервна деформація від одного відображення до іншого має істотне значення, і воно також менш обмежувальне, оскільки жодне із залучених відображень не повинне бути один-до-одного або на.
Гомотопія дійсно призводить до відношення на просторах: гомотопічна еквівалентність.
Існує назва для виду деформації, пов'язаної з візуалізацією гомеоморфізму. Це (за винятком випадків, коли потрібні розрізати та повторно склеювати) ізотопія між тотожним відображенням на {\displaystyle X} та гомеоморфізмом з {\displaystyle X} в {\displaystyle Y}.

## Зовнішні посилання
- Hazewinkel, Michiel, ред. (2001), Гомеоморфізм, Математична енциклопедія, Springer, ISBN 978-1-55608-010-4